# Jacob Grimm
Jacob Ludwig Karl Grimm (Hanau, Alemania, 4 de enero de 1785-Berlín, 20 de septiembre de 1863) fue un lingüista, filólogo y mitólogo alemán, considerado fundador de la gramática histórica.
Su vida y obra estuvo fuertemente ligada a la de su hermano menor, Wilhelm, por lo que es frecuente escuchar hablar de los Hermanos Grimm en conjunto.

## Biografía
Jacob Grimm, hijo de Dorothea y el abogado Philipp Grimm, era el mayor de varios hermanos, estudió derecho en Marburgo y también en París (Francia), y trabajó como bibliotecario en Kassel en 1808. Sus ideas liberales le valieron en 1837 la expulsión de la universidad de Gotinga junto a otros seis profesores que profesaban similares creencias políticas. No obstante, poco después fue elegido miembro de la Academia de Ciencias de Berlín. Consagrado entonces a la germanística, se propuso elaborar un gigantesco diccionario alemán en no menos de 32 volúmenes, que nunca llegó a concluirse.
Fuera de Alemania se le conoce sobre todo por haber sido uno de los primeros folcloristas que recogieron los cuentos populares tradicionales de su país, junto con su hermano menor Wilhelm Grimm, imbuidos por la idea de volkgeist del Romanticismo alemán que apreciaba notablemente la literatura tradicional como una expresión del espíritu nacional natural; ambos son conocidos generalmente como los Hermanos Grimm. Esas influyentes colecciones que publicaron fueron Cuentos de niños y del hogar (2 vols., 1812-1815) y Cuentos de hadas de los hermanos Grimm (versión aumentada de la anterior, 1857). 
La importancia de Jacob Grimm para la lingüística alemana deriva de haber comprendido y descrito, en 1822, la naturaleza de las modificaciones fonéticas que sufrieron las lenguas germánicas, modificaciones que desde entonces se conocen como Ley de Grimm (que consisten en la mutación fonética de las consonantes oclusivas sonoras indoeuropeas al pasar al germánico, de forma que se convirtieron en sordas; las oclusivas sordas en fricativas y las oclusivas sonoras aspiradas en fricativas sonoras: por caso, a las consonantes germánicas p, t, k, les corresponden en otras lenguas indoeuropeas las consonantes b, d, g).
Su trabajo científico más importante es el Deutsches Wörterbuch (Diccionario de la lengua alemana) (1819-1837), de más de 20 volúmenes, el primer gran paso para crear un idioma alemán estandarizado. Sigue considerándoselo una referencia esencial para la etimología alemana.

## Obras
Con su hermano escribió Deutsche Grammatik (Gramática alemana, 1819-1837) y Geschichte der deutschen Sprache (Historia de la lengua alemana, 1848). En solitario publicó Deutsche Rechtsaltertümer (Antigüedades del derecho germánico, 1828), Deutsche Mythologie (Mitología alemana, 1835) y Über den altdeuschen Meistergesang (Sobre los antiguos menestrales alemanes, 1811).

### Recopilación de cuentos del folclore alemán
La vida y obra de los hermanos Grimm ha trascendido en la cultura popular gracias a sus libros con recopilaciones de cuentos, obras que recogen una serie de historias que se contaban tradicionalmente a los niños en las zonas de habla alemana; encargados por Friedrich Carl von Savigny, los hermanos Jacob y Wilhem Grimm recorrieron distintas áreas germanoparlantes para conocer y recopilar historias del folclore popular, las cuales fueron publicadas posteriormente en dos libros que han trascendido en el tiempo, una de las fuentes más valiosas fue la cuentacuentos Dorothea Viehmann, quien aportó varias de las historias que los hermanos Grimm publicaron.
Jacob fue quien más se comprometió con la difusión de tales obras, fomentando la publicación de algunos de los cuentos recopilados en periódicos y almanaques para niños, lo que facilitó su apropiación por el público infantil, mientras su hermano Wilhem se encargó de ajustes estilísticos que hicieron más agradables las obras a los pequeños lectores. Las obras se han editado varias veces, lo que ha significado cambios importantes en su contenido, destacando la eliminación de apartes considerados demasiado crueles, como la mutilación de las hermanas de la cenicienta en dicha obra.

#### Cuentos de Hadas
Entre los denominados "cuentos de hadas" se encuentran las siguientes obras destacadas:
- Hansel y Gretel
- El amadísimo Rolando
- Cuentos completos I
- Cuentos completos II
- Cuentos completos III
- Cuentos completos IV
- Cuentos tradicionales
- El enano saltarín
- El lobo y los siete cabritos
- El rey de los ladrones y otros cuentos
- La casita de azúcar
- Los músicos de Bremen
- Rapunzel
- Juan sin miedo
- Blancanieves
- Caperucita roja